# كريم شحاتة
كريم شحاتة مسعد محمد ، لاعب كرة سابق في فرق ناشئي نادي الزمالك والفريق الأول لنادي المقاولون العرب، شغل منصب عضو مجلس إدارة نادي الزمالك أبان فترة رئاسة مرتضى منصور، وإتجه للعمل الإعلامي بيتقديمه برنامجاً إذاعياً على إذاعة نجوم إف إم، وقدم مسبقاً برنامجاً على شاشة قناة الفراعين الفضائية، بالإضافة إلى تقديمه برنامجاً رياضياً على قناة نايل سبورت ويقدم حالياً برنامج كورة كل يوم على قناة النهار اليوم، وهو نجل حسن شحاتة المدرب السابق للمنتخب المصري الأول.وهو الآن يعمل مدير للكرة في نادي نجوم المستقبل ونجح معه في الصعود للدوري المصري الممتاز موسم 2018/2019